# Aeroportul Magong
Aeroportul Magong (IATA: MZG, ICAO: RCQC) este un aeroport din 湖西鄉⁠(d), 澎湖縣⁠(d), 臺灣省⁠(d), Taiwan ce deservește zona 澎湖縣⁠(d). Aeroportul a fost tranzitat în decembrie 2020 de 139.841 de pasageri. A fost numit după zona deservită.
Situat la o altitudine de 31 m, aeroportul dispune de 1 pistă. Este operat de Civil Aeronautics Administration⁠(d).

## Infrastructură

### Piste
Aeroportul dispune de o singură pistă. Pista 02/20 are suprafața de beton și dimensiunile 3.000 m × 45 m. 